# Неманья Обрадович
Неманья Обрадович (серб. Немања Обадовић/Nemanja Obradović, нар. 29 травня 1989, Белград, СФР Югославія) — сербський футболіст, нападник «Гонки». У своїй кар'єрі змінив багато клубів.

## Клубна кар'єра
Вихованець місцевої футбольної школи клубу «Рад». У 2007 році підписав професіональний контракт з дорослою командою клубу, в складі якої дебютував у Першій лізі. За підсумками сезону «Рад» за допомогою Неманьї здобув путівку до вищого дивізіону сербського чемпіонату. Проте у вищому дивізіоні стати гравцем основи Обрадович не зумів, тому починаючи з 2009 року почав мандрувати по орендам до сербських клубах («Палілулац», «Срем» та «Пролетер») та командах з ближнього зарубіжжя (македонська «Побєда» та боснійська «Дрина» З). Загалом же захищав кольори «Рада» до 2013 року, за цей час у чемпіонатах сербії зіграв усього в 20-ти матчах та відзначився 1 голом. У 2013 році перейшов до іншого сербського клубу, «Вождовац», в складі якого став гравцем основного складу, зігравши у сербській «вишці» у 30-ти матчах, в яких відзначився 8-ма голами. У 2014 році виїхав до Греції, де по черзі захищав кольори скромних місцевих команд «Керкіра», «Ламія» та «Ахарнікос» (забитими м'ячами відзначився лише в останньому з них, вразивши ворота суперників цього клубу 8 разів). У 2017 році повернувся до Сербії, де підписав контракт з місцевим вищоліговим клубом «Чукарички», в складі якого зіграв 19 матчів та відзначився 4-ма голами в сербському чемпіонаті та зіграв 3 матчі в кубку Сербії.
У 2017 році залишив Сербію та перейшов до складу представника УПЛ, кам'янської «Сталі», яка через масовий відхід гравців потребувала підсилення складу досвідченими футболістами. Дебютував у складі команди з Кам'янського 10 вересня 2017 року в програному (0;1) домашньому поєдинку 8-го туру чемпіонату України проти ФК «Маріуполя». Неманья вийшов на поле в стартовому складі, а на 74-ій хвилині його замінив Едгар Малакян. Дебютним голом у футболці сталі відзначився 16 вересня 2017 року на 18-ій хвилині виїзного поєдинку 9-го туру чемпіонату України проти «Олександрії». Цим голом Обрадович зрівняв рахунок у матчі (на 11-ій хвилині Михайліченко відзначився «автоголом»), але не допоміг своїй команді вивезти очки з Олександрії, оскільки після травми Павла Пашаєва на поле вийшов Сергій Старенький, який відзначився хет-триком та допоміг «городянам» перемогти у цьому матчі, 4:1. Всього до кінця року зіграв за «сталеварів» 9 матчів у чемпіонаті і забив 2 голи, після чого покинув клуб.
На початку 2018 року став гравцем фінської «Гонки».